# Trepuzzi
Trepuzzi is een gemeente in de Italiaanse provincie Lecce (regio Apulië) en telt 14.507 inwoners (31-12-2004). De oppervlakte bedraagt 23,7 km², de bevolkingsdichtheid is 612 inwoners per km².
Op het grondgebied van Trepuzzi staat het voormalige Kapucijnenklooster Sant'Elia; tijdens het ancien régime lag het convent op het grondgebied van Squinzano.

## Demografie
Trepuzzi telt ongeveer 4905 huishoudens. Het aantal inwoners daalde in de periode 1991-2001 met 1,6% volgens cijfers uit de tienjaarlijkse volkstellingen van ISTAT.
| Jaar | Inwoneraantal |
| ---- | ------------- |
| 1991 | 14.380        |
| 2001 | 14.147        |

## Geografie
De gemeente ligt op ongeveer 55 m boven zeeniveau.
Trepuzzi grenst aan de volgende gemeenten: Campi Salentina, Lecce, Novoli, Squinzano.